# Cayratia thomsonii
Cayratia thomsonii là một loài thực vật hai lá mầm trong họ Nho. Loài này được (M.A.Lawson) E.Reid & M.Chandler miêu tả khoa học đầu tiên năm 1933.